# St. Maximilian Kolbe (Kuty)
Bei der Kirche in Kuty (polnisch Kościół Św. Maksymiliana Marii Kolbe w Kutach) handelt es sich um einen Backsteinbau aus dem letzten Viertel des 16. Jahrhunderts. Bis 1945 war sie evangelisches Gotteshaus für die Bewohner des damals Kutten genannten Kirchspiels in Ostpreußen; heute ist sie gottesdienstliches Zentrum der katholischen Pfarrei Kuty im polnischen Bistum Ełk (deutsch Bistum Lyck).

## Geographische Lage
Das heutige Kuty liegt im Nordosten der Woiwodschaft Ermland-Masuren am Jezioro Czarna Kuta (Schwarze Kutte), 13 Kilometer östlich der Kreisstadt Węgorzewo (Angerburg). Die Kirche steht im Südosten des Ortes unweit der Ausfallstraße nach Jakunówko (Jakunowken, 1938–1945 Jakunen).

## Kirchengebäude

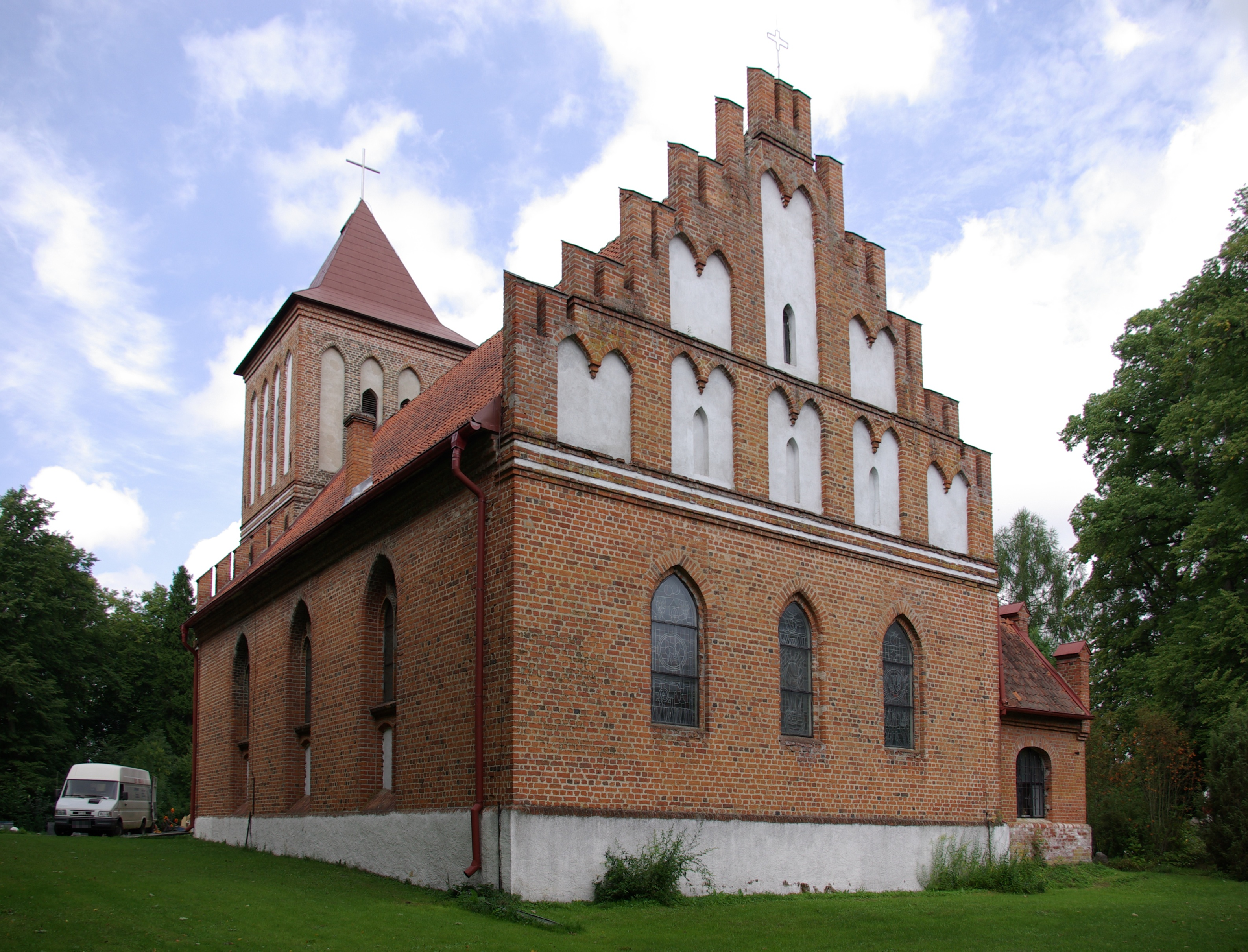
Der Ostgiebel der Kirche in Kuty

Bereits im Jahr 1553 wurde Kutten als Kirchdorf genannt, obwohl für den Baubeginn der jetzigen Kirche erst das Jahr 1576 fest steht. Damals entstand der heute noch weithin sichtbare Backsteinbau auf Feldsteinsockel mit einem verzierten Ostgiebel und einen dreigeschossigen Westturm.
Im Jahr 1887 war eine Grundrenovierung besonders des Innenraumes erforderlich. Er erhielt statt einer flachen Decke eine spitz zulaufende Holzdecke. Altar und Kanzel, die um 1600 entstanden waren, wurden bereits Anfang des 18. Jahrhunderts zu einem Kanzelaltar vereinigt und mit neuem Schnitzwerk ergänzt. Anlässlich der Renovierungsarbeiten 1887 erhielt die Kirche eine Orgel, die vom Orgelbaumeister Max Terletzki in Königsberg (Preußen) gefertigt wurde. Das Geläut der Kirche bestand seinerzeit aus zwei Glocken.
Die Kirche erfuhr im Zweiten Weltkrieg eine derartige Zerstörung, dass nahezu die gesamte Innenausstattung ihr zum Opfer fiel. Lediglich zwei Hirschleuchter, ein großes Kruzifix und die Figur der Maria auf der Mondsichel sind geblieben.
Im Jahr 1974 folgte ein stilgerechter Wiederaufbau mit moderner und der römisch-katholischen Liturgie angepasster Inneneinrichtung, nachdem das Gotteshaus zur Pfarrkirche einer neuen, katholischen Pfarrei geworden war. Sie trägt den Namen Maximilian Kolbes.

## Kirchengemeinde

### Evangelisch
Im Jahre 1570 wurde in Kutten ein evangelisches Kirchspiel gegründet, das von dem Bezirk der Pfarrkirche in Angerburg (polnisch Węgorzewo) abgezweigt wurde. Bereits 1554 war hier ein eigener Geistlicher eingesetzt.
Bis 1725 war Kutten der Inspektion Rastenburg (polnisch Kętrzyn) zugeordnet; danach gehörte die Pfarrei zum Kirchenkreis Angerburg in der Kirchenprovinz Ostpreußen der Evangelischen Kirche der Altpreußischen Union. Im Jahr 1925 zählte sie 3300 Gemeindeglieder, die in einem weitflächigen Kirchspiel wohnten. Das Kirchenpatronat oblag zuletzt staatlichen Stellen.
Flucht und Vertreibung der einheimischen Bevölkerung setzten nach 1945 dem Leben der evangelischen Kirchengemeinde in Kutten ein Ende. Heute leben nur sehr wenige evangelische Einwohner in Kuty. Sie gehören jetzt zur Kirchengemeinde in Węgorzewo (Angerburg), einer Filialgemeinde von Giżycko (Lötzen) in der Diözese Masuren der Evangelisch-Augsburgischen Kirche in Polen.

### Römisch-Katholisch
Gehörten die – vor 1945 nur wenigen – römisch-katholischen Einwohner noch zur Pfarrei der Kirche Zum Guten Hirten in Angerburg im Dekanat Masuren II im damaligen Bistum Ermland, so sind sie heute in die neu gegründete Pfarrgemeinde am Ort eingegliedert, und das einst evangelische Gotteshaus dient ihnen nun als Pfarrkirche. Sie ist Teil des Dekanats Węgorzewo im jetzigen Bistum Ełk (Lötzen) der Römisch-katholischen Kirche in Polen. Zur Pfarrei gehört auch eine Filialkapelle in Krzywinsken (1938–1945 Sonnheim, polnisch Krzywińskie).

### Kirchspielorte (bis 1945)
Zum Kirchspiel Kutten gehörten bis 1945 14 Orte, Ortschaften und Wohnplätze:
| Name             | Änderungsname 1938 bis 1945 | Polnischer Name |  | Name                                | Änderungsname 1938 bis 1945 | Polnischer Name          |
| ---------------- | --------------------------- | --------------- |  | ----------------------------------- | --------------------------- | ------------------------ |
| Frankenort       |                             | Jeleni Róg      |  | *Kutten                             |                             | Kuty                     |
| Gassöwen         |                             | Gąsewo          |  | *Przytullen                         | Kleinkutten                 | Przytuły                 |
| Groß Lenkuk      |                             | Łękuk Wielki    |  | *Schloßberg bis 1925 Grodzisko      | Heidenberg                  | Grodzisko                |
| *Gembalken       |                             | Gębałka         |  | *Steinwalde bis 1923 Groß Pillacken |                             | Piłaki Wielkie           |
| *Jakunowken      | Jakunen                     | Jakunówko       |  | *Wiesental bis 1907 Przerwanken     |                             | Przerwanki               |
| Karlsberg        |                             | Sapieniec       |  | Wilkusmühle                         |                             | Wilkus                   |
| *Klein Strengeln |                             | Stręgielek      |  | Zabinken                            | Hochsee                     | Żabinka bis 2010 Żabinki |

### Pfarreiorte (nach 1945)
Zur Pfarrei (polnisch parafia) Kuty gehören 11 Dörfer:
| Name        | Deutscher Name                 |  | Name           | Deutscher Name                     |
| ----------- | ------------------------------ |  | -------------- | ---------------------------------- |
| Gębałka     | Gembalken                      |  | Piłaki Wielkie | Steinwalde bis 1923 Groß Pillacken |
| Jakunówko   | Jakunowken 1938–1945 Jakunen   |  | Przerwanki     | Wiesental bis 1907 Przerwanken     |
| Krzywińskie | Krzywinsken 1938–1945 Sonnheim |  | Przytuły       | Przytullen 1938–1945 Kleinkutten   |
| Kuty        | Kutten                         |  | Radziszewo     | Karlsfelde                         |
| Matyski     | Steinhof                       |  | Stręgiel       | Groß Strengeln                     |
|             |                                |  | Stręgielek     | Klein Strengeln                    |

### Pfarrer (bis 1945)
In der evangelischen Pfarrei Kutten amtierten bis 1945 als Geistliche:
| - Valentin Schulz, 1554–1576 - Michael Dannovius, 1576–1578 - Matthäus Myslenta, 1581–1588 - Jacob Schinsky, bis 1625 - Albert Gembalowski, 1649 - Paul Drygalski, 1650–1655 - Andreas Mrosovius, 1655–1678 - Christoph Riediger, 1678–1689 - Andreas Trantz, 1689–1699 - Johann Albert Cibulcowius, 1699–1708 - Paul Bernhard Drigalski, 1708–1752 - Paul Christian Drigalski, 1739–1749 - Albrecht Josewich, 1742–1749 - Martin Gisewius, 1749–1767 - Jacob Sagrobski, 1766–1776 - Jacob Gutowski, 1777–1780 | - Friedrich Ludwig Boretius, 1780–1785 - Johann Christoph Schultz, 1785–1791 - Albert Pianka, 1791–1797 - Salomon Daniel Paulini, 1798–1826 - Andreas Gottlieb Paulini, 1826–1869 - Anton Emil Willamowski, 1870–1899 - Friedrich Ludwig J. Wolter, 1899–1907 - Anton Otto Wangnick, 1907–1914 - Ernst Hecht, 1915–1921 - Karl Venske, 1921–1926 - Gottfried Sallet, 1926 - Walter Obgartel, 1926–1930 - Alfred Vorrath, ab 1930 - Erhard Mertens, ab 1934 - Rudolf Ehrhardt, bis 1936 - Werner Lekies, 1936–1941 - Günther Siltmann, 1943 |

### Kirchenbücher
Von den Kirchenbüchern des evangelischen Kirchspiels Kutten haben sich erhalten und werden im Evangelischen Zentralarchiv in Berlin-Kreuzberg aufbewahrt:
- Taufen: 1691–1733, 1733–1745, 1744–1767, 1780–1784, 1805–1827, 1827–1853
- Trauungen: 1710–1721, 1723–1744, 1744–1745, 1751–1754, 1756–1758, 1760–1767, 1795–1798, 1805–1834, 1834–1903
- Begräbnisse: 1710–1728, 1730–1741, 1742–1744, 1744–1749, 1751–1756, 1758–1779, 1772–1786, 1830–1838, 1839–1888

### Persönlichkeit
In Kutten wurde am 27. März 1588 der Pfarrersohn Cölestin Myslenta geboren und in der Pfarrkirche getauft. Er war ein bedeutender lutherischer Theologe und war lange Zeit Rektor der Albertus-Universität in Königsberg († 1653).